# Zsitvaújfalu
Zsitvaújfalu (szlovákul Nová Ves nad Žitavou) község Szlovákiában, a Nyitrai kerületben, a Nyitrai járásban.

## Fekvése
Nyitrától 20 km-re keletre, a Zsitva jobb partján fekszik.

## Élővilága

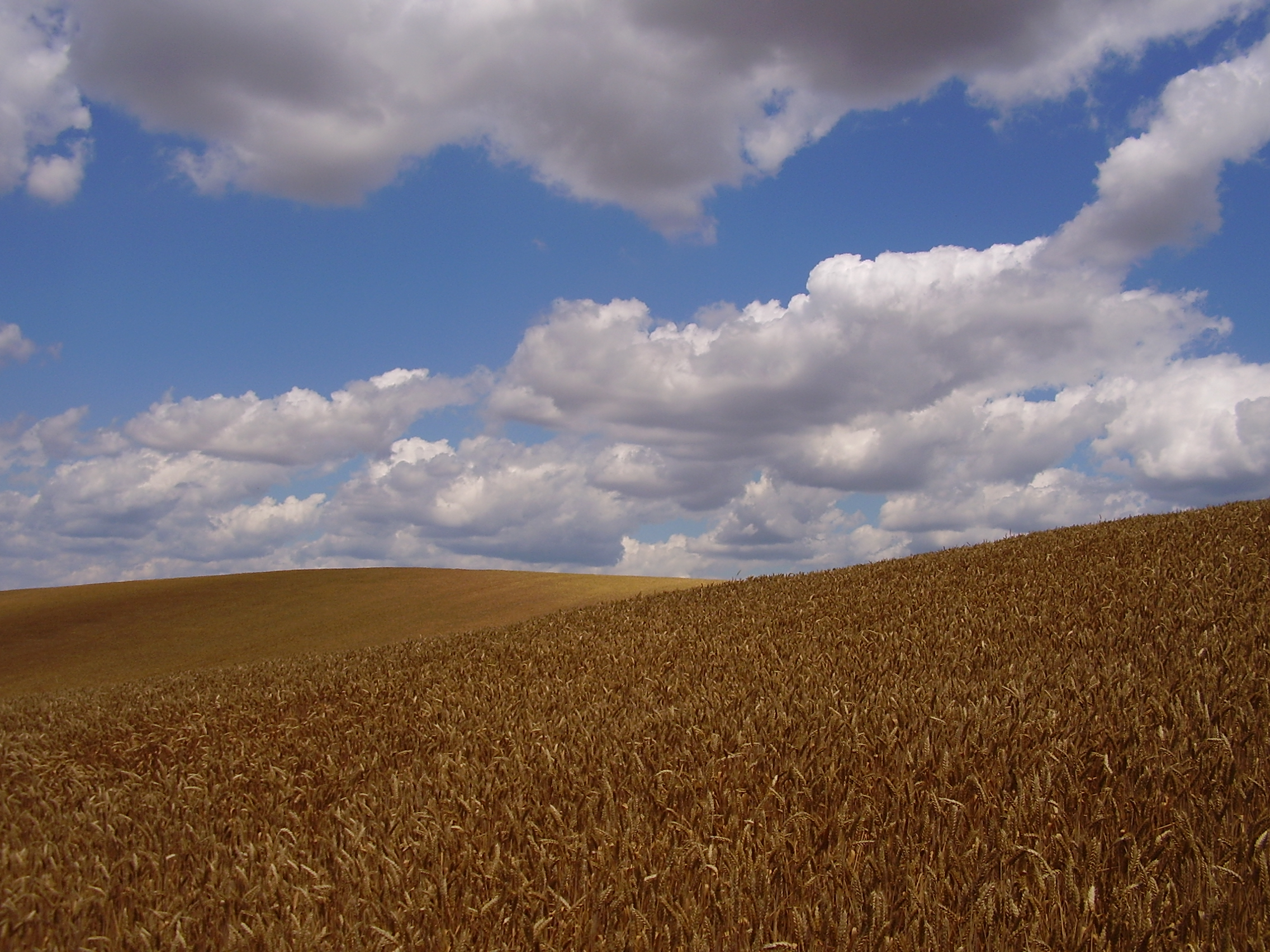
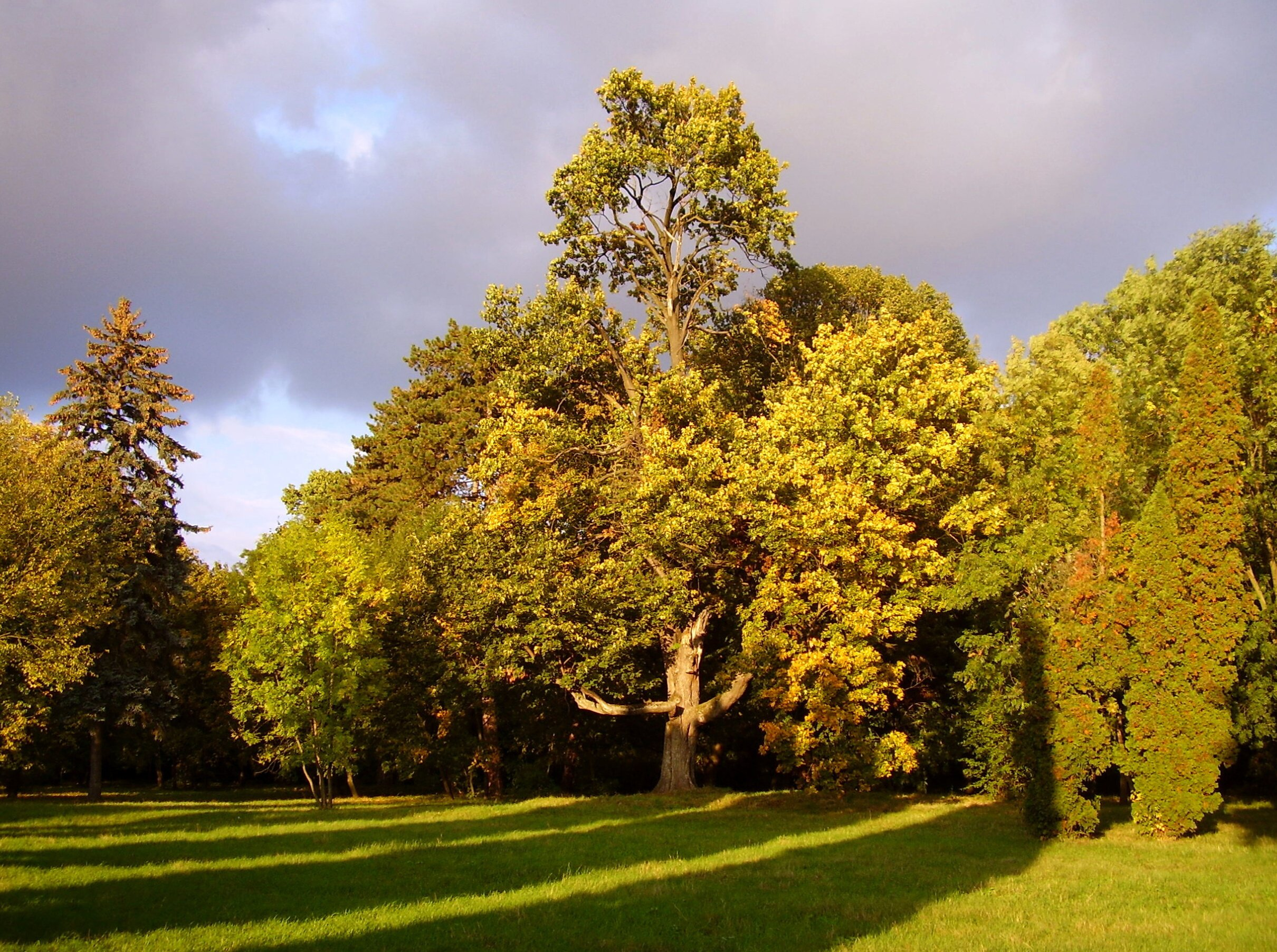
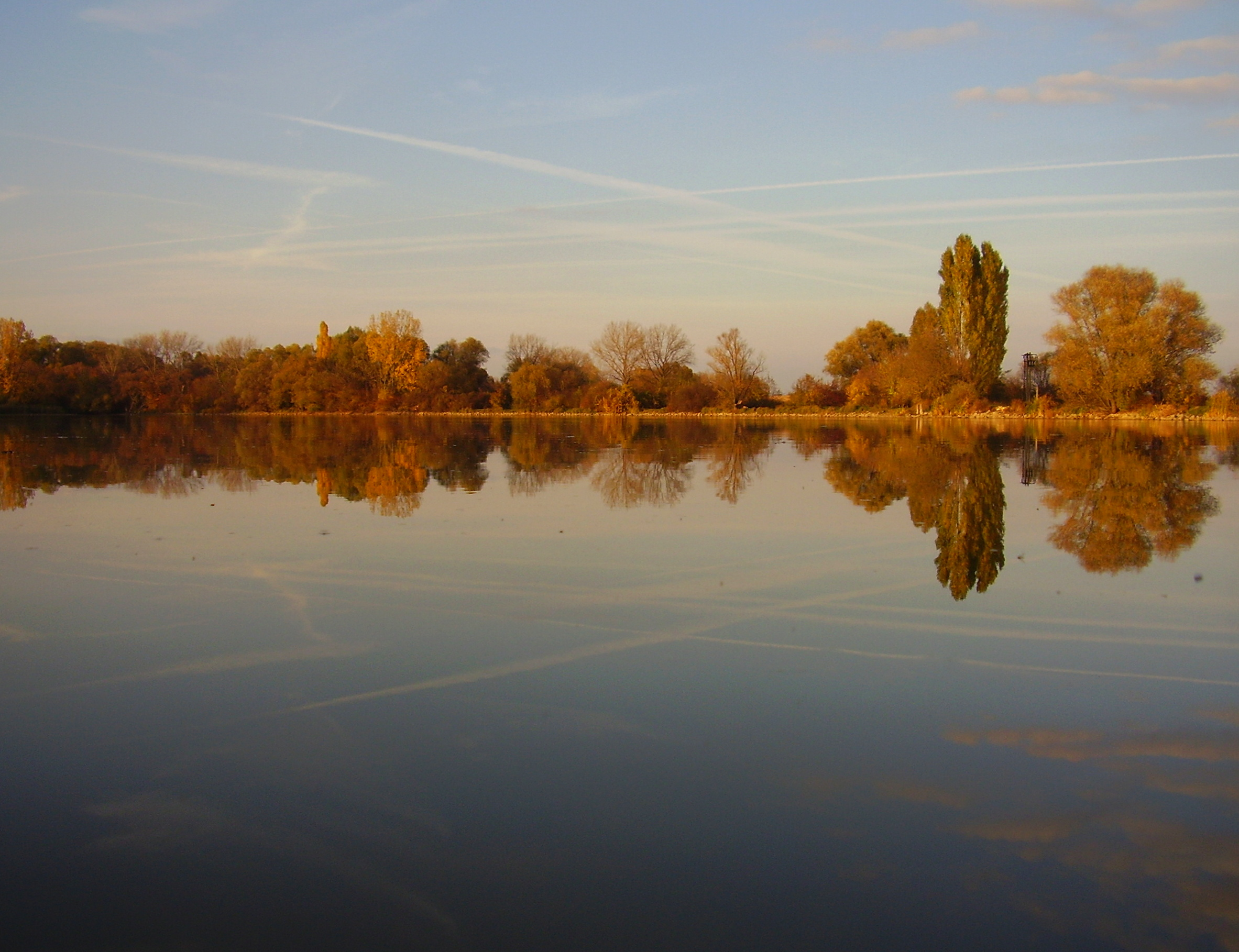

Zsitvaújfalun volt gólyafészek, azonban több éve nincs fészkelésről adat.

## Története
A régészeti leletek tanúsága szerint a község területén már a neolitikumban is éltek emberek. Az itteni régészeti feltárások 1938 nyarán kezdődtek meg és számos cserép és csontmaradványt találtak, melyek nagyrészt a Turócszentmártoni Szlovák Nemzeti Múzeumba kerültek. A leletek közt a legrégebbiek az i. e. 5. évezredből származtak és a vonaldíszes kultúra népéhez köthetők. A jókai és kisjókai határrészekről a lengyeli kultúra ludányi csoportjához köthető csontvázas sírok, valamint hallstatt-kori településmaradványok kerültek elő. Jóka területén a 10. és 13. század közötti időre tehető cserépmaradványokat is találtak.
A mai falu előzménye a forrásokban már 1229-ben megjelenő Jóka falu, a későbbi Jóka puszta volt, melyet ekkor "terra Joka" alakban említenek először. 1293-ban "Ioka" néven szerepel, majd 1308-ban már feltűnik Kisjóka is. A falu talán a felette emelkedő 213 m magas azonos nevű hegyfokról kapta a nevét. A történeti kutatások szerint innen származik Jókai Mór családja is. Jóka település az 1332-ben kelt pápai tizedjegyzékben is szerepel Szent Tamás tiszteletére szentelt temetővel övezett gótikus templomával, plébániájával együtt. A leírásból következik, hogy Jóka ekkor a vidék lelki és gazdasági életének központja volt. 1601-ben említi utoljára oklevél, valószínűleg a török pusztította el. A 19. században már csak Jóka puszta néven említik. Mára csak a szomszédos Néved falu „Pod Jovkou” dűlőneve őrzi a nevét.
A mai települést 1355-ben "Wyfolu" alakban említik először. Első ismert birtokosa Ivánka gróf volt. 1386-tól vámja is működött. A 15. század végén a garamszentbenedeki apátság birtoka, majd a Forgách család gímesi uradalmához tartozott. 1565-től a 16. és 17. században a kistapolcsányi uradalom része, a Tapolcsányi család birtoka volt. 1664-ben a török adóösszeírásban Tót Új Faluja néven szereplő településen 15 fejadófizető személyt írtak össze.
A 17. században felégette a török és lakói elmenekültek.[forrás?] 1732-től az aranyosmaróti uradalom része. A 18. és 19. században több nemesi család birtoka, köztük a Timon, a Berchthold, a Szörényi, a Weisz, a Nyáry, a Klobusiczky és a Szlávy családoké. 1536-ban malma és 6 portája volt. 1601-ben 43 házat számláltak a faluban. 1715-ben 11 adózója volt. 1735-ben mintegy 375 lakos élt itt. 1828-ban 98 házában 667 lakos élt, akik főként mezőgazdasággal foglalkoztak. 1831-ben súlyos kolerajárvány pusztított, mely 1866-ban megismétlődött. A községben 1841-től jegyzői hivatal, 1886-tól postahivatal működött. Elemi népiskolája már a 19. század elején működött. 1883 és 1895 között háromosztályos mezőgazdasági iskola működött a községben. A vasút 1894 szeptemberében érte el a települést és nagyot lendített a fejlődésén.
Legrégebbi ismert pecsétje a körirata alapján 1720-ból származik.
Vályi András szerint "Zsitva Újfalu. Bars Várm. földes Urai több Urak, lakosai külömbfélék, fekszik Taszárhoz közel, és annak filiája."
Fényes Elek szerint "Ujfalu (Zsitva), Nova-Ves, Bars m. tót falu, Nyitra vmegye szélén: 703 kath. lak. F. u. többen. Ut. post. Verebély."
Bars vármegye monográfiája szerint "Zsitvaújfalu, magyar és tót kisközség, 987 róm. kath. vallású lakossal. E község határában feküdt az elpusztult Jókafalva. Hajdan Ghymes vár tartozéka volt. 1355-ben egy becsülevélben Wyfalu alakban találjuk említve. 1565-ben a Tapolcsányi család a birtokosa. Később a maróti uradalom egyik községe lesz, de azután több birtokosát ismerjük, mint a Timon, gróf Berchthold, a báró Szörényi, báró Weisz és a gróf Nyáry családot. Most Klobusiczky Jánosnak és Szlávy József örököseinek van itt nagyobb birtokuk. Klobusiczky János két, emeletes kastélya közül az egyiket a gróf Berchthold család építette, a másikat pedig 1872-ben mostani tulajdonosa, ki az új kastélyban lakik, mely kiváló ízléssel van berendezve. Előcsarnokában érdekes fegyver- és nagyon gazdag agancs-gyűjtemény van, étkezőjében pedig érdekes porczellán- és majolika-tárgyak. A községben levő harmadik kastélyt a báró Szörényi család építtette és ez most a Szlávy örökösöké. Itt halt meg 1900. aug. 8-án Szlávy József koronaőr. Kath. temploma 1780-ban épült. A községnek van postája, távirója és vasúti állomása."
A trianoni békeszerződésig területe Bars vármegye Verebélyi járásához tartozott. 1938-ban az első bécsi döntés értelmében visszakerült Magyarországhoz, de 1939. márciusban a magyar kormány Szlovákiával Barancs, Barakony, Cseklész, Gány, Mikszáthfalva, Nandrás és Velejte falvakkal együtt más községekért elcserélte.

## Népessége
| Év:            | 1994. | 2004.   | 2014.   | 2024.   |
| -------------- | ----- | ------- | ------- | ------- |
| Emberek száma: | 1321  | 1273    | 1340    | 1392    |
| Eltérés:       |       | -3,63 % | +5,26 % | +3,88 % |

| Év:            | 2023. | 2024.   |
| -------------- | ----- | ------- |
| Emberek száma: | 1391  | 1392    |
| Eltérés:       |       | +0,07 % |

1880-ban 746 lakosából 617 szlovák, 69 magyar, 29 német, 4 idegen anyanyelvű és 27 csecsemő; ebből 711 katolikus, 18 izraelita, 11 evangélikus, 1 református és 5 egyéb felekezetű volt.
1890-ben 941 lakosából 729 szlovák, 171 magyar, 34 német és 7 egyéb anyanyelvű.
1900-ban 987 lakosából 779 szlovák, 182 magyar, 24 német és 2 egyéb anyanyelvű volt.
1910-ben 1161 lakosából 791 magyar, 358 szlovák, 10 német és 2 egyéb anyanyelvű.
1921-ben 1181 lakosából 1113 szlovák és 47 magyar volt.
1930-ban 1260 lakosából 1200 szlovák és 17 magyar volt.
1991-ben 1363 lakosából 1351 szlovák volt.
2001-ben 1294 lakosából 1281 szlovák, 5-5 magyar és cseh, 1-1 német és ukrán volt.
2011-ben 1333 lakosából 1241 szlovák, 2 cseh, 1-1 német, lengyel és orosz és 87 ismeretlen nemzetiségű.
2021-ben 1338 lakosából 1203 (+4) szlovák, 3 (+2) magyar, 13 egyéb és 119 ismeretlen nemzetiségű volt.

## Neves személyek
- Itt született 1819-ben Kovács János római katolikus plébános.
- Itt született 1898. április 4-én Bíró Lucián bencés gimnáziumi tanár, cserkészvezető, katolikus egyházi író.
- Itt született 1918. december 21-én Ján Kováč szlovák történész, muzeológus.
- Itt született 1928-ban Boncsek László tanár, sportoló, újságíró.[13]
- Itt született 1943-ban Dušan Uhrin szlovák labdarúgóedző, korábbi csehszlovák labdarúgó.
- Itt hunyt el 1900. augusztus 8-án Szlávy József miniszterelnök, a képviselőház, majd a főrendiház elnöke.
- Innen származott Gyapay Gábor történész családja.

## Nevezetességei

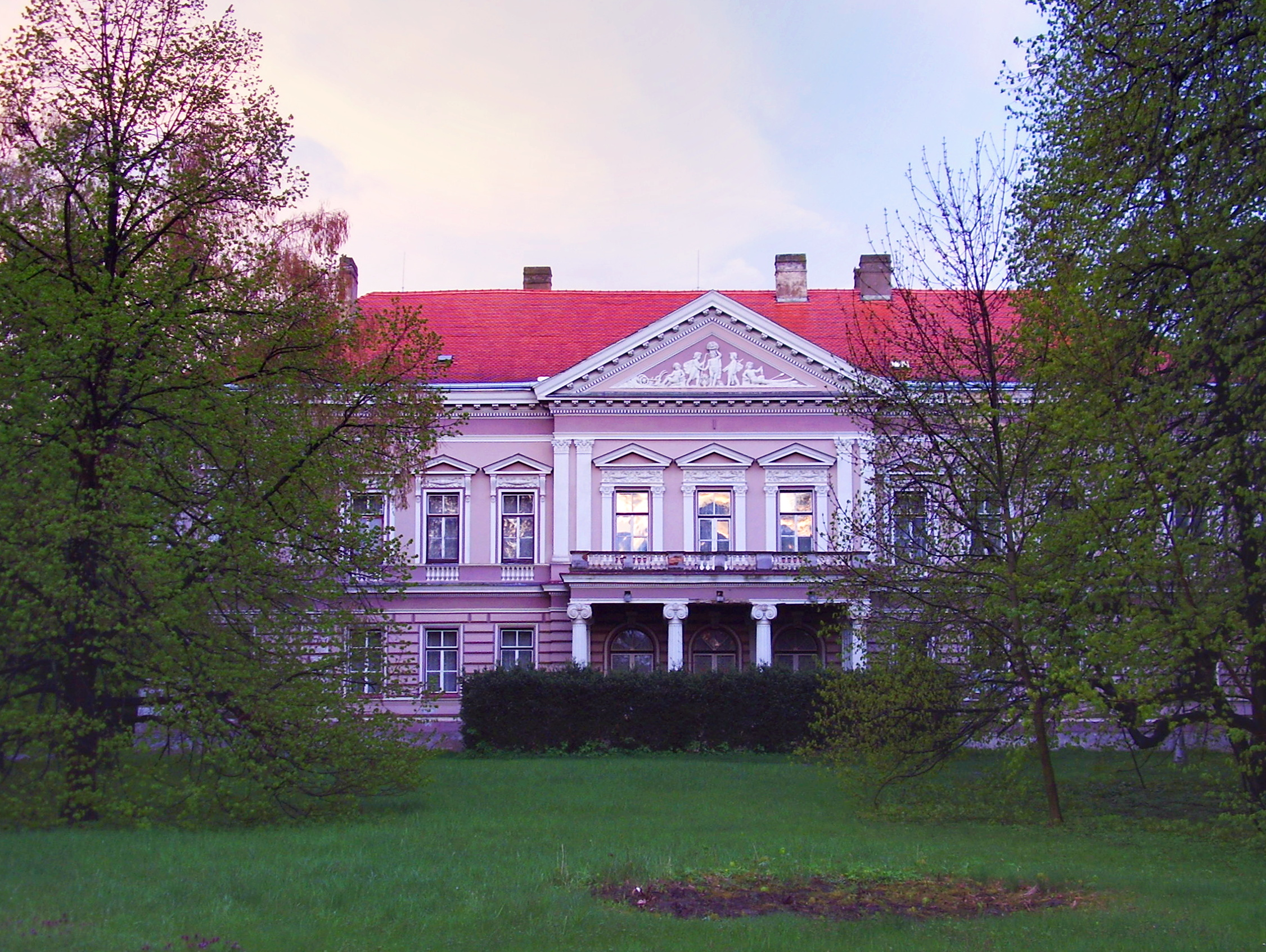
A Klobusiczky-kastély
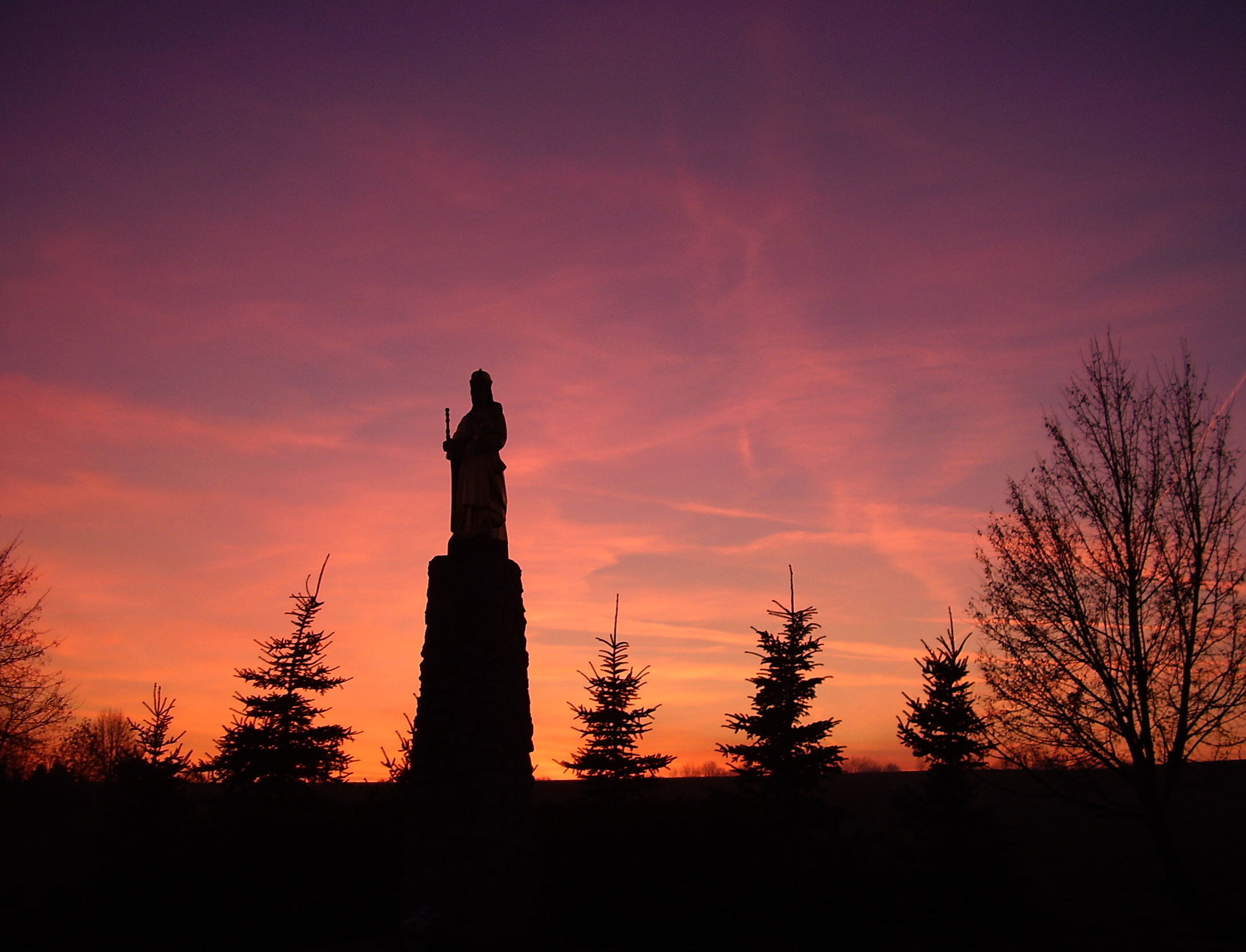
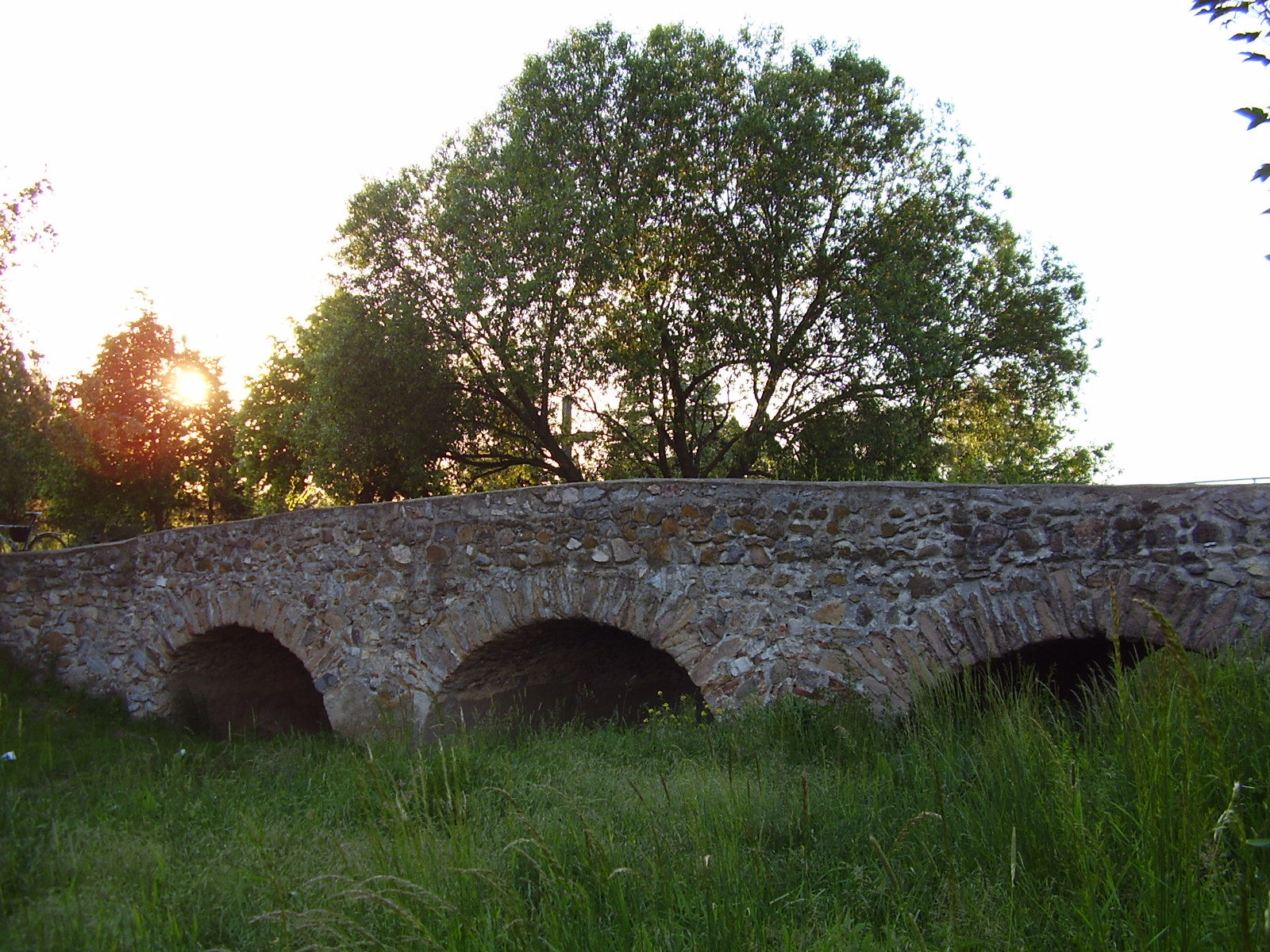
Az ún. török híd 2009-ben
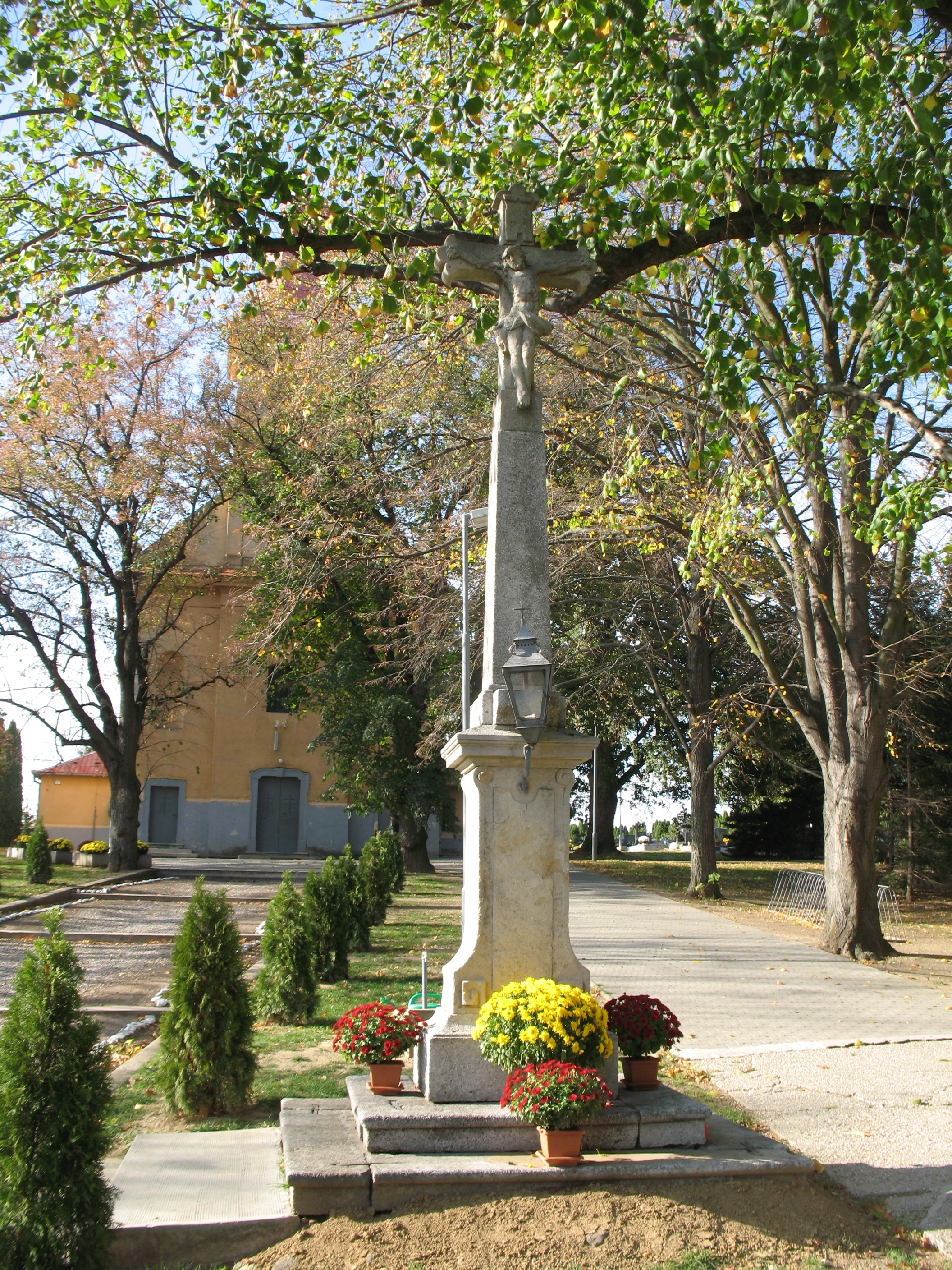
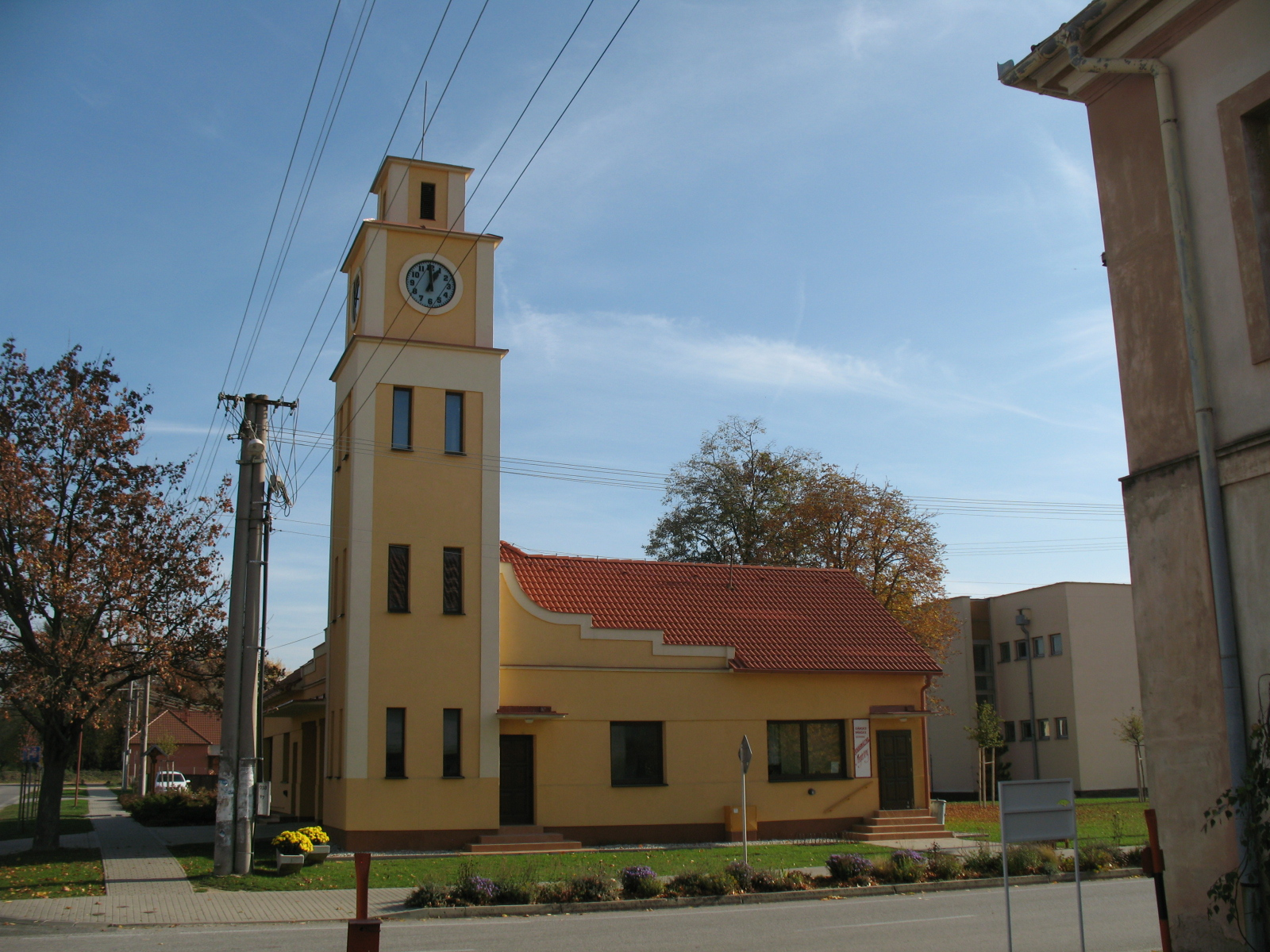
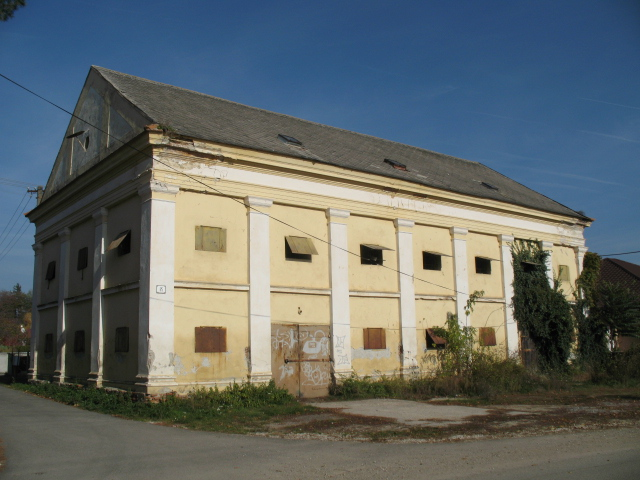
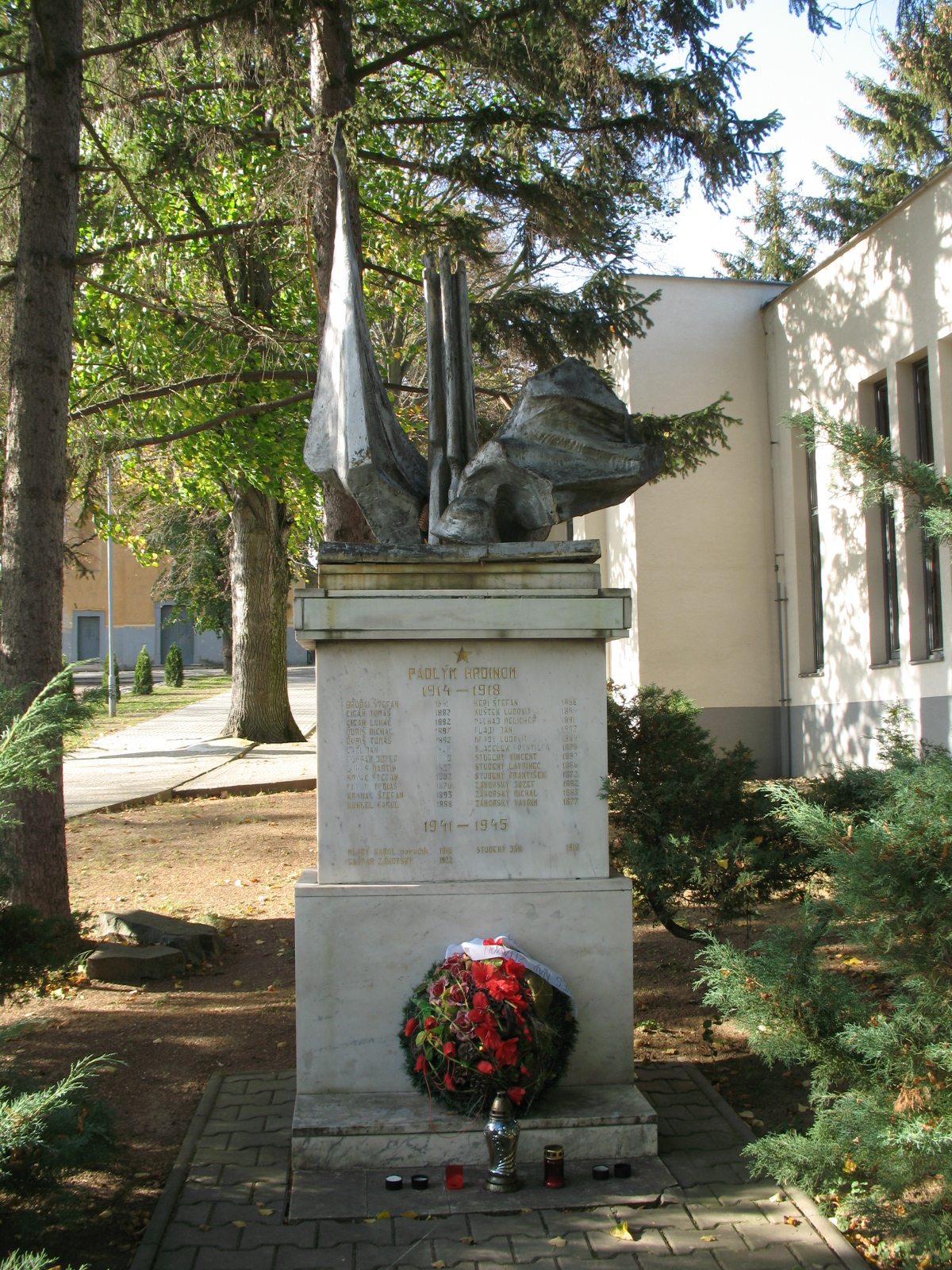
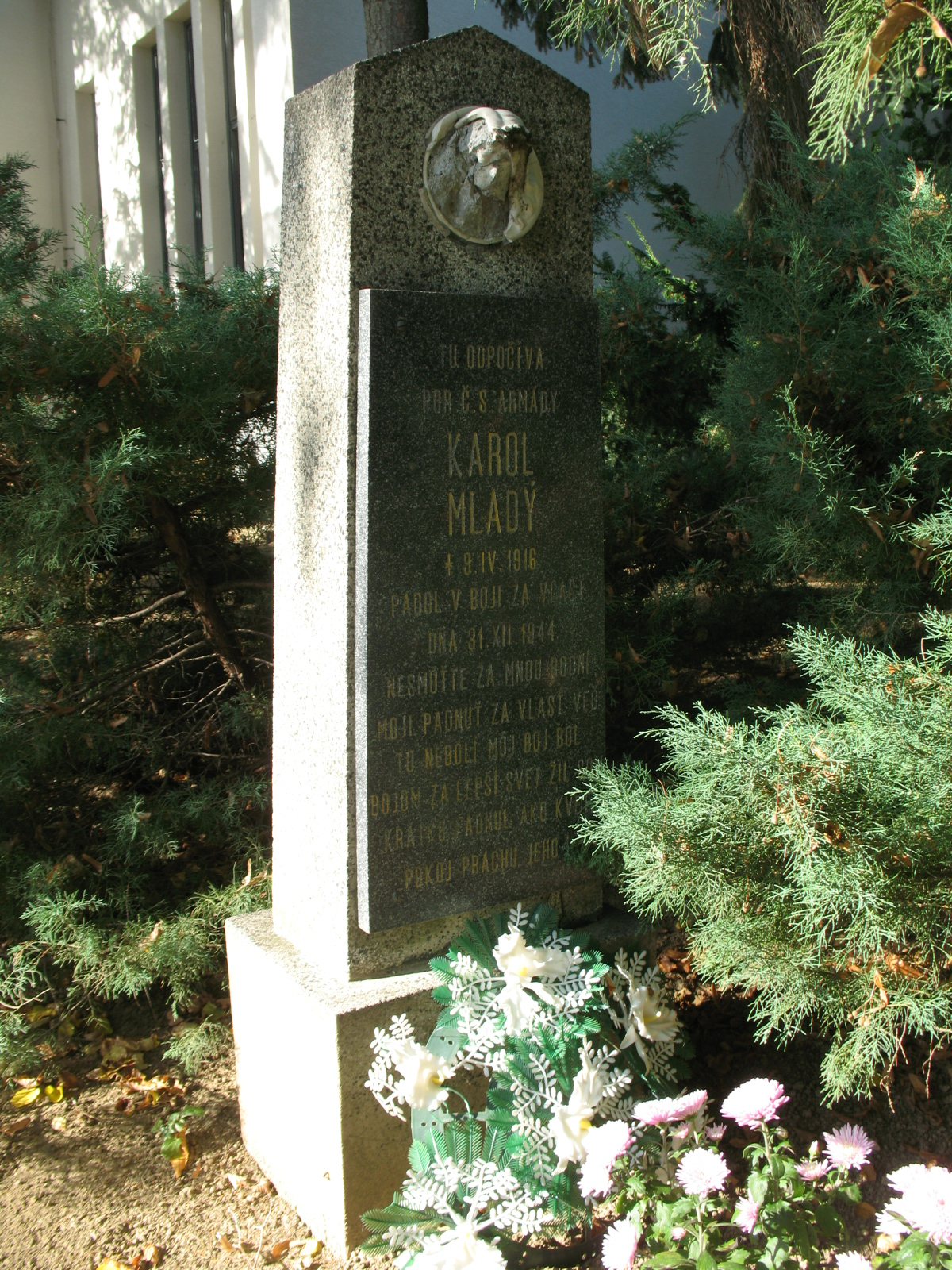

- Barokk kastélya a 18. század elején épült, a 19. században klasszicista stílusban építették át.
- Római katolikus temploma 1789-ben épült barokk-klasszicista stílusban.
- Neoklasszicista kastélya 1872-ben épült.

## Külső hivatkozások
- A falu története Archiválva 2020. november 27-i dátummal a Wayback Machine-ben
- Hivatalos honlap
- vtedy.sk
- E-obce.sk Archiválva 2008. szeptember 20-i dátummal a Wayback Machine-ben
- Zsitvaújfalu Szlovákia térképén Archiválva 2008. április 23-i dátummal a Wayback Machine-ben